# Steen Andersen Bille (statsminister)
 Der er flere personer med dette navn, se Steen Bille.
Steen Andersen Bille (født 22. august 1751 i Assens, død 15. april 1833 i København) var en dansk søofficer og gehejmestatsminister.

## Ungdom
Bille blev født 22. august 1751 i Assens, hvor faderen, kontreadmiral Daniel Ernst Bille, dengang lå på indrullering. Allerede i 11 års alderen trådte han, skønt svagelig af legemsbygning, i Marinens tjeneste som kadet, efter at han året forinden havde gjort et prøvetogt. Som kadet deltog han også i fregatten Hvide Ørns togt 1765, da storme og modvind opholdt skibet så længe i Østersøen, at man til sidst frygtede, det skulle være gået under, og fra prædikestolene landet rundt lod opsende bønner for dets frelse. Som en af de dygtigste på sit hold udnævntes han 16. marts 1768 til sekondløjtnant og var samme år så vel som 1773 tjenstgørende i linjeskibet Norske Løve under sin faders kommando. Sidstnævnte år forfremmedes han til premierløjtnant. 1775 havde Bille sin første selvstændige kommando: et bevæbnet fartøj, tilhørende agent Andreas Bodenhoff, som tillige med andre krydsede i bælterne i anledning af en i hertugdømmerne udbrudt kvægpest. 2 år efter rejste han til Vestindien for at overtage kommandoen over en lille armeret brig i General-Toldkammerets tjeneste. I henved 2 år forblev han i dette hverv, der tiltalte ham særdeles meget, stiftede intimt venskab med Ernst Friederich von Walterstorff og Peter Lotharius Oxholm, som begge senere blev generalguvernører, og var meget påskønnet af koloniernes daværende generalguvernør, generalmajor Peter Clausen. Straks efter sin hjemkomst gik han som næstkommanderende med fregatten Bornholm (kaptajn Schønning) tilbage til Vestindien. Det var på denne rejse, at fregatten led meget i storm og søgang i de vestindiske farvande, hvorved mange af besætningen blev syge. Blandt disse befandt sig også Bille, som måtte efterlades i St. Thomas, medens Bornholm gik med en konvoj til Guadeloupe. Dens lidet energiske chef havde på samme rejse en affære mod tre engelske kapere, der fratog ham hele konvojen. At Bille ikke personlig havde været tilstede på kampdagen, græmmede ham bag efter, dog kan det til undskyldning for chefen anføres, at han havde 60 mand på sygelisten.
1781 udnævntes Bille til kaptajnløjtnant og fik straks efter orlov for at gå i koffardifart som fører af Det ostindiske Kompagnis skib Kjøbenhavn, noget nær en af de sletteste sejlere, landet ejede. Efter en meget farefuld og besværlig rejse til Holland, Norge og Ostindien bragte han omsider 1784 sit skib lykkelig og vel tilbage, dog ikke uden at have døjet mange fataliteter undervejs. Inden skibet nåede kap, udbrød der skørbug om bord, hvorved 12 mand døde, og den øvrige besætning blev så medtaget, at han, efter at være kommen til ankers, ikke havde en eneste matros tjenstdygtig. Under opholdet i Kapstaden var han tilmed så uheldig at brække en arm, hans egen skibslæge havde få dage forinden skudt sig, så han måtte nøjes med forbinding af en barber, som gjorde sine sager så slet, at Bille bevarede mindelser deraf hele livet. Ankommen til Bengalen havde han ydermere den ærgrelse at måtte sende sin overstyrmand hjem som arrestant for besvigelser mod selskabet.
I nogle år herefter var Bille ikke udkommanderet, hans helbred havde lidt en del i Ostindien, og han benyttede nu sin fritid til rejser, dels til tyske bade og dels til et længere ophold i Paris. 1788 tog han imidlertid fat på ny og havde en række chefskommandoer; således var han året efter som 38-årig – og nylig forfremmet til kaptajn – admiral Conrad von Schindels flagkaptajn i linjeskibet Den Prægtige, et af de stolteste skibe, den danske flåde nogen sinde har besiddet. 1790 var han som chef på besejlingstogt mellem fregatterne Kronborg og Havfruen, hvoraf han førte sidstnævnte, og efter adskillige andre kommandoer i 1795 med fregatten Frederiksværn som chef for kadetterne. Ved denne lejlighed erhvervede han sig de unge menneskers aldrig senere svigtende kærlighed, simpelt hen ved at give dem lov til at spise sig mætte hver dag, noget, hvortil de ikke tidligere havde været vante. 1796 foretoges en i marinens historie særdeles interessant besejling mellem fregatten Kronborg, et gammelt skib af Henrik Gerners tegning, og fregatten Najaden, den unge talentfulde Frantz Hohlenbergs første konstruktion. Bille var chef for Kronborg og sejlede så dristig og dygtig med dette skib, at Najaden, endog den førtes af den dygtige (senere admiral) Johan Cornelius Krieger, aldrig kom den forbi.

## Togt i Middelhavet
Vi komme nu til et af de vigtigste afsnit i Billes liv og vel nok det, der bedst afgiver bidrag til bedømmelsen af hans dygtighed og konduite. I foråret 1797 var forholdene i Middelhavet blevet af en så alvorlig natur, at man følte nødvendigheden af en ny energisk ledelse i den lille flådestyrke, der skulle optræde som forsvarer af de danske interesser i dette farvand. Den almindelige krigstilstand, hvori Europa med undtagelse af de skandinaviske riger den gang befandt sig, og som ikke mindst gik ud over koffardiskibene, havde efterhånden skaffet det neutrale Danmark, hvis politik lededes af den indsigtsfulde A.P. Bernstorff, en så udbredt søfart på Middelhavet, at det blev en velfærdssag for landet at bevare den. Men både franske, spanske og engelske kapere så vel som de barbariske magter på Afrikas nordkyst foruroligede stadig søfarten. Maurerne havde man hidtil nogenlunde holdt i tømme ved årlige tributafgifter; men nu erklærede Tripolis pludselig Danmark krig, bemestrede sig en del danske handelsskibe og kastede besætningerne i slaveri. Det blev Bille betroet at klare disse forhold. Han afgik med fregatten Najaden tidlig på foråret, nåede 2. maj Maltas havn, hvor han traf den i Middelhavet stationerede brig Sarpen (kaptajn Holck) samt en liden armeret chebek (premierløjtnant Munck), med hvilke skibe han 12. maj ud for Lampedusa mødte fregatten Thetis (kaptajn Lorenz Fisker). Efter at overlevering havde fundet sted, vendte Thetis om for at sejle hjem, medens Bille med sin styrke samlet gik til Tripolis, som han nåede 15. maj. Dagen benyttede han til at udspejde fjendens styrke, som befandtes at være 10 sejlere, dels fregatter, dels brigger og chebekker, stod så ud efter for natten og mødte 16. maj om eftermiddagen den tripolitanske flåde. Efter 2 timers hidsig kamp, hvor et entringsforsøg mod fregatten blev forpurret ved en behændig manøvre, og hvor fjenden led meget af granatilden fra de danske skibe, flygtede barbarerne i største hast og forvirring tilbage til havnen, som Bille derefter blokerede, indtil det 25. maj lykkedes ham at få freden genoprettet mod en udbetaling af 75000 pjastre. Fra 1797 til 1801, i hvilken tid eskadren efterhånden steg til 3 fregatter og 2 brigger, vedblev Bille nu at beskytte den danske handel, dels ved at underhandle, dels ved stadig konvojering. Den takt, energi og kløgt, han ved mangfoldige lejligheder lagde for dagen under forhold, hvis vanskelighed her ikke til fulde kan beskrives, geråder Bille til den største ære; den anerkendtes også hjemme fra, i det han forfremmedes til kommandørkaptajn samt udnævntes til kammerherre. Ikke alene over for de barbariske magter, hvis fordringer på presenter og andre ydelser altid var overdrevne, måtte der handles med megen snildhed, men navnlig over for den langt overlegne engelske søstyrke gjaldt det om at være fast og værdig, uden dog at spænde buen for stramt. Den engelske regering havde til sine chefer udstedt ordre om så vidt muligt at hævde retten til visitation af konvojer; dette var et punkt, hvorpå Bille aldeles ikke kunne gå ind, og talrige var de lejligheder, hvor han og hans underlagte skibschefer var lige på nippet at måtte forsvare deres standpunkt med kanonskud. Til nogen egentlig kamp kom det dog aldrig, og Billes korrekte optræden bidrog efterhånden til, at forulempelserne blev sjældnere. Et tilfælde, hvor en kamp om rene formaliteter mellem ikke krigsførende magters skibe virkelig begyndte, uden dog at føre til anden blodsudgydelse, end at 2 mand såredes, oplevede kaptajn C.E. van Dockum med fregatten Havfruen juledag 1799, da han med skud måtte søge at forhindre 3 engelske fregatter fra at visitere hans konvoj, hvad der dog kun til dels lykkedes. Han blev senere opholdt af de engelske autoriteter i Gibraltar og havde mange fortrædeligheder, inden han slap ud igen. Bille havde dog den sorg, da han i begyndelsen af 1801 hjemkaldtes, at se sit skønne værk, det danske flags anerkendelse overalt i Middelhavet, i begreb med at briste på ny, da en krig med Tunis blev uundgåelig. Denne lykkedes det vel hans afløser, generaladjudant, kaptajn Kofoed at besværge ved en udbetaling af en stor sum penge, men andre uheld fulgte på, skyerne trak lidt efter lidt sammen over Danmark, Englands angreb 1801, opgivelsen af den bevæbnede neutralitet og krigen derefter 1807 ødelagde hurtig alle de fordele, landet i de foregående år havde erhvervet sig. Det må her omtales, at en af de fregatter, som vare Bille underlagte, nemlig Hvide Ørn (kaptajn von Osten), i året 1800 havde den sørgelige skæbne at kuldsejle vesten for Korsika en mørk nat mellem 29. og 30. december, uden at konvojskibene observerede ulykken, hvorved hele besætningen druknede.

## Slaget på Reden
Ved sin tilbagekomst til Danmark 1801 kom Bille straks igen i virksomhed, i det der 2. april betroedes ham kommandoen over defensionens venstre fløj: linjeskibene Danmark og Trekroner, fregatten Iris, briggerne Sarpen og Nidelven samt en større deling kanonbåde, hvilken styrke dog ikke kom til at gribe synderlig aktivt ind i slagets gang. Da imidlertid den engelske kontreadmiral Thomas Graves med 5 linjeskibe, efter at slaget havde stået på i 4 timer, og defensionens sydligste fløj omtrent var opreven, drog sig nordligere, var han så uheldig at komme på grund under batteriet Trekroners kanoner. Bille anmodede da om at måtte gøre et anfald mod Graves' division; men Nelson, der lige så hurtig havde indset det farefulde i Graves' stilling, havde da allerede indledet underhandlinger om våbenstilstand, hvilken han som bekendt senere også fik, og hvorved han fik tid til at slæbe sine skibe af grunden. Der blev således intet af Billes udfald. Samme år havde han kommandoen over Norge, det første linjeskib, Hohlenberg havde konstrueret. Skibet blev sendt på besejling med Danmark. Udfaldet af prøven imødesås med megen spænding i marinen, men gav dog ikke noget tilforladeligt resultat; dog måtte det vel nærmest regnes som en sejr for Hohlenberg. Dette var Billes sidste søtogt.
1804 blev han deputeret i Admiralitetskollegiet og avancerede i til kommandør; allerede 1800 fik han tillige sæde i Den afrikanske Konsulatskommission, i Karantænekommissionen samt Sødefensionskommissionen. Da englænderne imidlertid 1807 på ny viste sig i vore farvande, og situationen blev spændt, tyede man straks til Bille igen, udnævnte ham til kommanderende under general Ernst Peymann og navnlig til chef for søforsvaret. Hans og hans undergivnes virksomhed her gavnede vel i og for sig ikke sagen stort, da hovedmanden i forsvaret, general Peymann, kun så lidet var opgaven voksen; men de mange udfald, kanonbådene gjorde både mod de engelske kystbatterier og den engelske flåde, der forgæves søgte at bombardere hovedstaden fra søsiden, bør dog billigvis regnes Bille til ære, lige så meget som at han traf dispositioner til at sænke eller ødelægge flåden, hvis kapitulation blev uundgåelig. Til den ende blev der hugget huller i skibene i Flådens Leje, og master og kor opstabledes parate til opbrænding; men ordren at fuldføre disse forberedelser indløb som bekendt aldrig. Af de kampe, Bille lod foretage, er navnlig bekendte: kanonbådenes angreb 17. august. Mod den engelske flåde, deres understøttelse af udfaldet mod Classens Have 26. og 31. august, angrebet mod enighedsværns batteriet af kanonbådene i Kalvebod Strand, ved hvilken lejlighed den unge kadet Peter Buhl fik ilddåben og mistede en arm, samt angrebene 21. og 23. august og 1. og 2. september af vore kanonbåde mod de fjendtlige bombarderfartøjer på Københavns Red. Da København 7. september overgav sig, underskrev Bille ikke kapitulationen; han forlangte forgæves at måtte gøre et udfald med alt, hvad der kunne føre våben; "men", skrev han senere til kronprinsen, "jeg indsaa godt, at mit Forslag ikke nyttede Andet end til at skaffe mig og mine Søkrigere en ærefuld Død, imidlertid kunde man dog have vundet saa megen Tid, at Flaaden kunde være bleven ødelagt forinden".

## Efter Englandskrigene
Da Danmark efter flådens udlevering både kom i krig med England og Sverige, var Bille som deputeret i Admiralitetet en virksom deltager, ja egentlig sjælen i tilvejebringelsen af det kanonbådsforsvar, der efter evne og med et fortvivlet mod forsvarede vore farvande; hans vækkende indflydelse og patriotiske sindelag gav sig udslag i mangfoldige breve til og fra marinens tapreste officerer. Og da landet efter krigen og tabet af Norge 1815 atter skulle rejse et søforsvar, var det atter Bille, der bragte dette på fode, og som ved en fornuftig økonomi endogså tilvejebragte et anseligt reservefond for etaten. Ved selve Norges adskillelse fungerede han som kgl. kommissarius og skilte sig med værdighed og takt fra dette vanskelige hverv. I de påfølgende år steg han fra grad til grad, i 1825 blev han viceadmiral samt ved admiral Johan Peter Wleugels død første deputeret i Admiralitetet, 4 år derefter virkelig admiral og modtog endelig 1831 udnævnelse til gehejmestatsminister. 1811 var han blevet dekoreret med Storkorset af Dannebrog.
1790 ægtede Bille en datter af konferensråd, generalauditør Vilhelm Bornemann, Frederikke Vilhelmine Bille (1771-1851), med hvem han havde 2 sønner og 2 døtre. Hans yngste søn var viceadmiral Steen Andersen Bille.
Ligesom Bille i sin offentlige stilling stedse vidste at indklæde den værdighed, hvormed han bestandig fremtrådte, i de venligste former, således var han i sit private liv af den elskværdigste omgang. Sit valgsprog: Gjør Ret og frygt ingen holdt han troligt lige til sin død, der indtraf i hans 82. år 15. april 1833, efter at han havde tjent sin konge og sit land med hæder i 70 år.